# Ulmus rubra
Ulmus rubra  es una especie de olmo perteneciente a la familia de las ulmáceas.

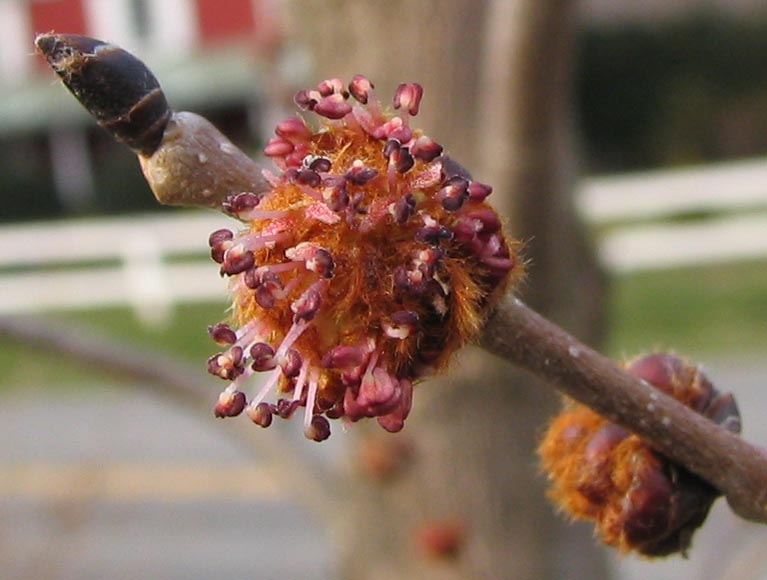
Flores.

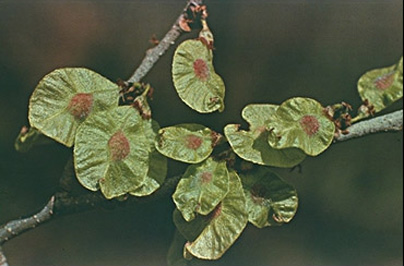
Semillas.

## Distribución y hábitat
Es originaria del este de Norteamérica (desde el sudeste de Dakota del Norte, al este hasta el sur de Quebec, al sur hasta el extremo norte de Florida, y al oeste hasta Texas oriental). Es parecido al olmo americano en una apariencia general, pero se relaciona más estrechamente con el europeo olmo montano (Ulmus glabra), que tiene una estructura floral muy similar. 

## Descripción
El Ulmus rubra es un árbol caducifolio que puede crecer hasta 20 m de altura con un diámetro de 50 cm. El árbol tiene un modelo de ramas distinto al del olmo americano, y su madera es de color pardo rojizo, dando al árbol su nombre alternativo en inglés de Red Elm ("Olmo rojo"). Las hojas tienen 10–18 cm de largo y una textura rugosa, con un borde groseramente doble aserrado y una base oblicua. Las flores apétalas polinizadas por el viento perfecta se producen antes que las hojas a principios de la primavera, usualmente en racimos de 10–20. El fruto es una sámara alada oval de 20 mm de largo y conteniendo una semilla central única. El Ulmus rubra puede distinguirse del olmo americano por la vellosidad de las yemas y ramillas (ambas glabras en el olmo americano) y por sus flores de pedúnculos muy cortos.

## Enfermedades
Se considera que el Ulmus rubra es menos susceptible a la grafiosis que otros olmos americanos, pero es severamente afectado por el escarabajo de los olmos Xanthogaleruca luteola .

## Taxonomía
Ulmus rubra fue descrito por Gotthilf Henry Ernest Muhlenberg y publicado en Transactions of the American Philosophical Society 3: 165. 1793.
Etimología
Ulmus: nombre genérico que es el nombre clásico griego para el olmo.
rubra: epíteto latíno que significa "de color rojo"
Sinonimia
- Ulmus americana L. var. rubra Aiton
- Ulmus crispa  Willd.
- Ulmus dimidiata  Raf.
- Ulmus fulva Michx., Loudon, Bentley & Trimen, Sarg.
- Ulmus pinguis Raf.
- Ulmus pubescens Walter?, Sudworth, Pinchot[5]